# Gonzalo Castillejos
Gonzalo Rúben Castillejos (Leones, Córdoba, 5 de marzo de 1986) es un futbolista argentino. Juega de delantero en Club Leones D.A.S. y B. del  de Argentina.

## Trayectoria
Comenzó a jugar en el Club Leones D. A. S. y B. en su localidad natal. Debutó en primera división en Rosario Central durante el Apertura 2007 aunque no logró consolidarse en el primer equipo hasta el Apertura 2009. Su primer gol en la Primera División de Argentina se lo hizo a River Plate de Buenos Aires ( 8 de septiembre de 2009) marcando el gol del triunfo azul por 2-1.
En enero de 2010 cuando se cerraba el mercado de pases en Argentina, Lanús pagó 2.000.000 de dólares por la totalidad de su pase. El día domingo 31 de enero de 2010 Castillejos hizo su debut oficial con la camiseta del club del conurbano bonaerense enfrentando al Huracán de Buenos Aires, ingresando desde el banco de suplentes y convirtiendo 2 goles para darle el triunfo al equipo granate. El partido finalizó 3-2 y Gonzalo Castillejos festejo el triunfo y fue ovacionado por la hinchada granate. Luego de un año y medio en Lanús donde no logró asentarse como titular regresó a prestamó por un año a Rosario Central en busca del ascenso.
En la Primera B Nacional 2011/12 en Rosario Central fue el goleador del equipo y del campeonato anotando un total de 26 goles, aunque lamentablemente no pudo conseguir el tan esperado ascenso con el club rosarino, y ya finalizado su préstamo, en julio de 2012 volvió al Club Atlético Lanús donde arrancó como titular en el Torne pero con el pasar de los partidos perdió la titularidad marcando tan solo 2 goles en 17 partidos.
El 4 de enero de 2013 es confirmado como nuevo refuerzo del Barcelona Sporting Club de Ecuador a préstamo por un año y con opción a compra.
En julio de 2013 es confirmada su vuelta al Rosario Central a préstamo por un año.
En 2017 llega a Ferro de la mano de Walter Perazzo y tiene un rendimiento espectacular, marcando 15 importantes goles y ayudando mucho al equipo que pasaba por un mal momento, pero cuando finaliza la temporada Ferro decide no renovar su contrato debido a la escasez de presupuesto.

## Clubes
| Club                      | País      | Año         |
| ------------------------- | --------- | ----------- |
| Rosario Central           | Argentina | 2007 - 2009 |
| Lanús                     | Argentina | 2010 - 2011 |
| Rosario Central           | Argentina | 2011 - 2012 |
| Lanús                     | Argentina | 2012        |
| Barcelona                 | Ecuador   | 2013        |
| Rosario Central           | Argentina | 2013 - 2014 |
| Argentinos Juniors        | Argentina | 2014 - 2015 |
| Lanús                     | Argentina | 2016        |
| Ferro                     | Argentina | 2016-2017   |
| Apollon Smyrnis           | Grecia    | 2017 - 2018 |
| San Martín (SJ)           | Argentina | 2018 - 2019 |
| Gimnasia y Esgrima (J)    | Argentina | 2019-2020   |
| Instituto de Córdoba      | Argentina | 2020 - 2021 |
| Club Leones D. A. S. y B. | Argentina | 2022-Act.   |

## Estadísticas
Datos actualizados al 15 de marzo de 2020.
| Rosario Central Argentina |               |               |     |    |    |   |   |    |     |      |      |
| 1.ª | A-2007        | 2             | 0   | -  | -  | - | - | 2  | 0   | 0,00 |      |
| 1.ª | A-2009        | 19            | 4   | -  | -  | - | - | 19 | 4   | 0,21 |      |
| 2.ª | 2011-12       | 39            | 26  | 4  | 1  | - | - | 43 | 27  | 0,62 |      |
| 1.ª | I-2013        | 7             | 2   | -  | -  | - | - | 7  | 2   | 0,28 |      |
| 1.ª | F-2014        | 8             | 0   | -  | -  | - | - | 8  | 0   | 0,00 |      |
| Total club | Total club    | 75            | 32  | 4  | 1  | 0 | 0 | 79 | 33  | 0,41 |      |
| Lanús Argentina |               |               |     |    |    |   |   |    |     |      |      |
| 1.ª | C-2010        | 17            | 6   | -  | -  | 5 | 0 | 23 | 6   | 0,26 |      |
| 1.ª | A-2010        | 15            | 4   | -  | -  | - | - | 15 | 4   | 0,27 |      |
| 1.ª | C-2011        | 12            | 0   | -  | -  | - | - | 12 | 0   | 0,00 |      |
| 1.ª | I-2012        | 19            | 2   | -  | -  | - | - | 19 | 2   | 0,10 |      |
| Total club | Total club    | 63            | 12  | 0  | 0  | 5 | 0 | 68 | 12  | 0,17 |      |
| Barcelona · Ecuador |               |               |     |    |    |   |   |    |     |      |      |
| 1.ª | 2013          | 10            | 1   | -  | -  | 1 | 1 | 11 | 2   | 0,18 |      |
| Total club | Total club    | 10            | 1   | 0  | 0  | 1 | 1 | 11 | 2   | 0,18 |      |
| Argentinos Juniors Argentina                                                                                                   |               |               |     |    |    |   |   |    |     |      |      |
| 2.ª | 2014          | 17            | 3   | 3  | 0  | - | - | 20 | 3   | 0,15 |      |
| 1.ª | 2015          | 15            | 0   | 2  | 1  | - | - | 17 | 1   | 0,05 |      |
| Total club | Total club    | 32            | 3   | 5  | 1  | 0 | 0 | 37 | 4   | 0,10 |      |
| Ferro Carril Oeste Argentina                                                                                                   |               |               |     |    |    |   |   |    |     |      |      |
| 2.ª | 2016-17       | 38            | 14  | 1  | 0  | - | - | 39 | 14  | 0,35 |      |
| Total club | Total club    | 38            | 14  | 1  | 0  | 0 | 0 | 39 | 14  | 0,35 |      |
| Apollon Smyrnis · Grecia |               |               |     |    |    |   |   |    |     |      |      |
| 1.ª | 2017-18       | 19            | 1   | -  | -  | - | - | 19 | 1   | 0,05 |      |
| Total club | Total club    | 19            | 1   | 0  | 0  | 0 | 0 | 19 | 1   | 0,05 |      |
| San Martín (SJ) Argentina |               |               |     |    |    |   |   |    |     |      |      |
| 1.ª | 2018-19       | 8             | 1   | 1  | 0  | - | - | 9  | 1   | 0,11 |      |
| Total club | Total club    | 8             | 1   | 1  | 0  | 0 | 0 | 9  | 1   | 0,11 |      |
| Gimnasia y Esgrima (J) Argentina                                                                                               |               |               |     |    |    |   |   |    |     |      |      |
| 2.ª | 2019-20       | 18            | 7   | -  | -  | - | - | 18 | 7   | 0,39 |      |
| Total club | Total club    | 18            | 7   | 0  | 0  | 0 | 0 | 18 | 7   | 0,39 |      |
| Total carrera | Total carrera | Total carrera | 263 | 71 | 11 | 2 | 6 | 1  | 280 | 74   | 0,26 |
| (1) Incluye datos de la Copa Argentina. (2) Incluye datos de la Copa Libertadores. (3) No incluye goles en partidos amistosos. |               |               |     |    |    |   |   |    |     |      |      |

## Palmarés

### Distinciones individuales
| Distinción                                          | Año  |
| --------------------------------------------------- | ---- |
| Máximo goleador de la Primera B Nacional (26 goles) | 2012 |